# Diadém

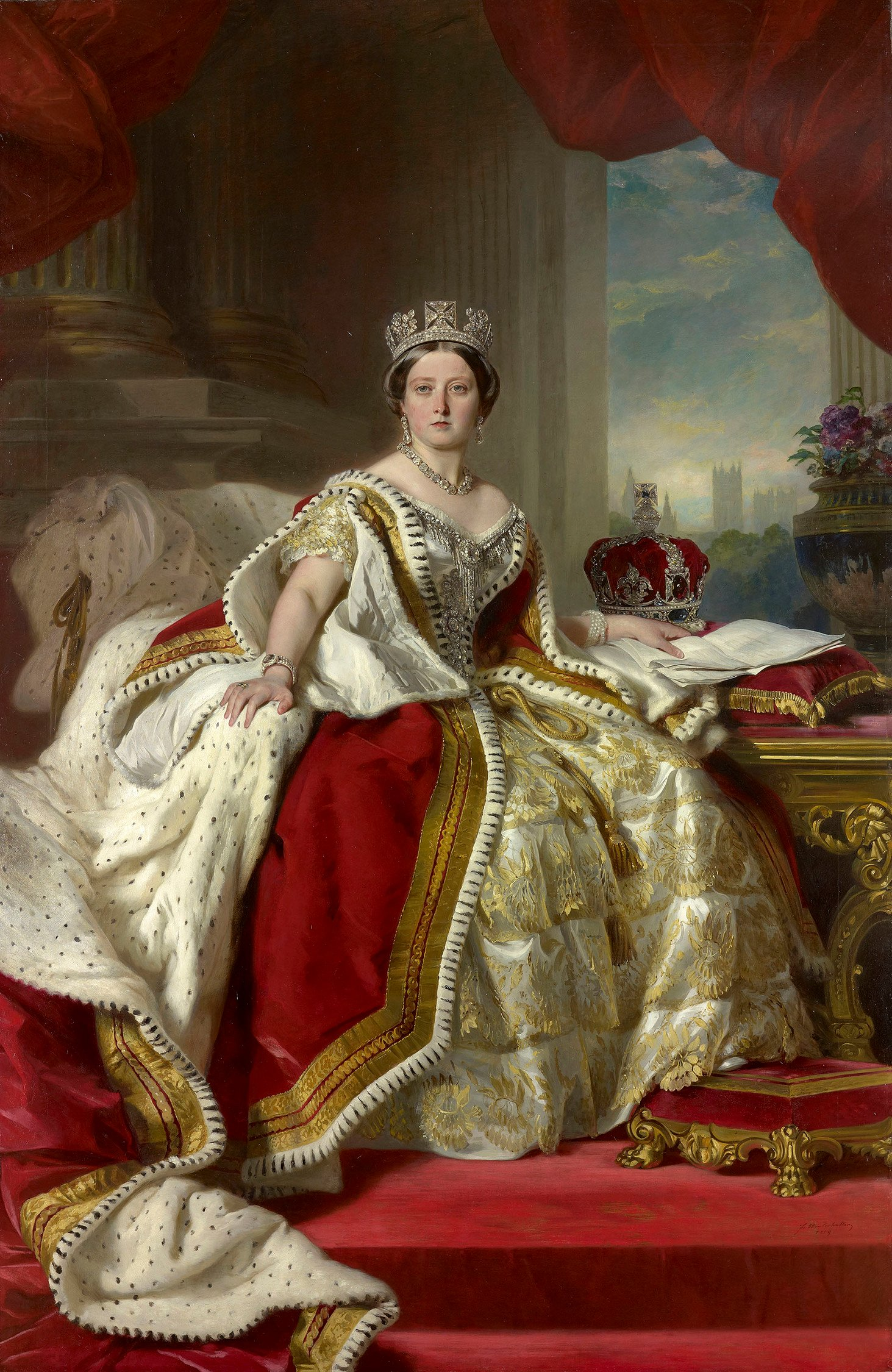
Královna Viktorie při korunovaci s britskou korunou, tzv. State diadem

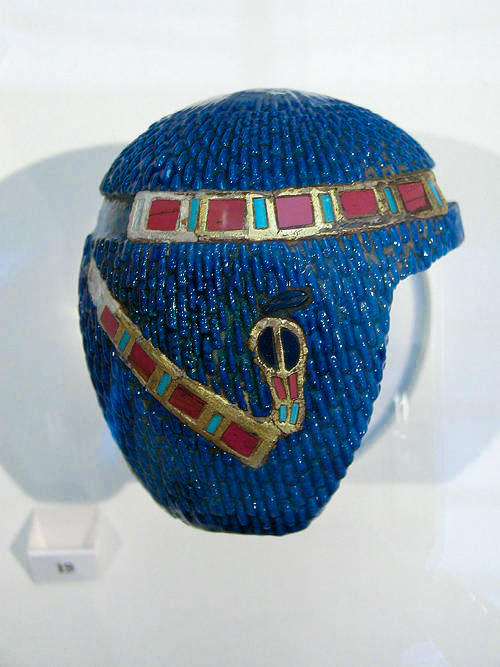
Staroegyptská paruka s diadémem

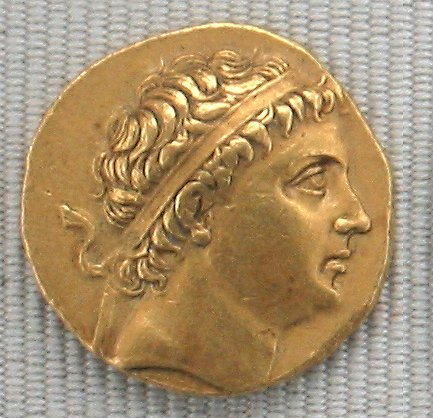
Řecko-baktrijský král Diodotus s diadémem

Diadém (z řeckého διάδημα (= diàdema), latinsky diadema) je ozdoba hlavy, koruna, čelenka nebo její přední či horní zdobený nástavec. V přeneseném slova smyslu se termín užívá pro drahokam nebo pro výzdobu klenotu pomocí drahokamů: například koruna se nazývá latinsky corona diademata.

## Dějiny
V pravěku čelenku ve tvaru diadému vytvářeli z opracovaných kostěných destiček nebo zubů na drátěném kruhu či na šňůrce. Od eneolitu se používal měděný i zlacený plechový pásek zdobený perličkovým vybíjením nebo rytím.
Starověké diadémy egyptské, perské a antické kombinovaly pásek s drahokamy nebo perlami. Zlatý pásek mohl mít také tepané zlaté lístky i květy.
Středověký diadém se rozvíjí z římské tradice v Byzanci jako součást koruny, má vždy ověsky kolem uší (ověsek řecky kamelaukión), na řetízkách či na stuhách. Příklad vyobrazení diadémů: koruna císařovny Theodory na mozaice v San Vitale v Ravenně.
Evropské diadémy od vrcholného středověku představují čelnou ozdobu nebo nástavec koruny, zkřížené pásky (tzv. kamary), drahokam nebo křížek na jejich vrcholu.
Od renesance je diadém samostatnou ozdobou ženského účesu, někdy jako součást hřebene. Častý je diadém jako hlavní ozdobná část koruny královen, např. ve Francii zavedená Napoleonem (diadém císařovny Marie Luisy), v Anglii jej zavedla královna Viktorie. Dnešními diadémy jsou například korunky královen krásy.

## Materiály
Nejčastěji se užívají drahé či obecné kovy, pásky tepané z plechu, nebo vinuté šňůry s kovovým vláknem (dracoun), tkaniny (hedvábí, vlna) či jiné textilie. Na páskách bývají zavěšeny ověsky. Ozdoby jsou z drahokamů či perel.

## Symbolika
- Diadém jako symbol vítězství Diadúmenos - řecký a římský: hedvábná nebo vlněná páska vázaná kolem hlavy. Diadúmenos.

- Diadém královský (latinsky: diadema regia) - odznak panovnické moci 
  - ve starověkém Egyptě z pruhu hedvábné látky. Podle mýtu Hor nebo Re vsadil posvátnou vztyčenou kobru na diadém a od té doby se stala nedílnou součástí pokrývky hlavy panovníka.
  - Součást tiary perských panovníků převzatá Alexandrem a diadochy), barvená purpurem nebo bílá. Nejznámější je modrý, bíle protkaný diadém, kterým perští králové ovíjeli svůj turban.
  - Drahokamy zdobená páska římských císařů - užívána od Diocletiana

- Diadém jako odznak bohatství a urozenosti: diamantová (smaragdová, safírová, aj.) čelenka šlechtičen

## Některé významné diadémy

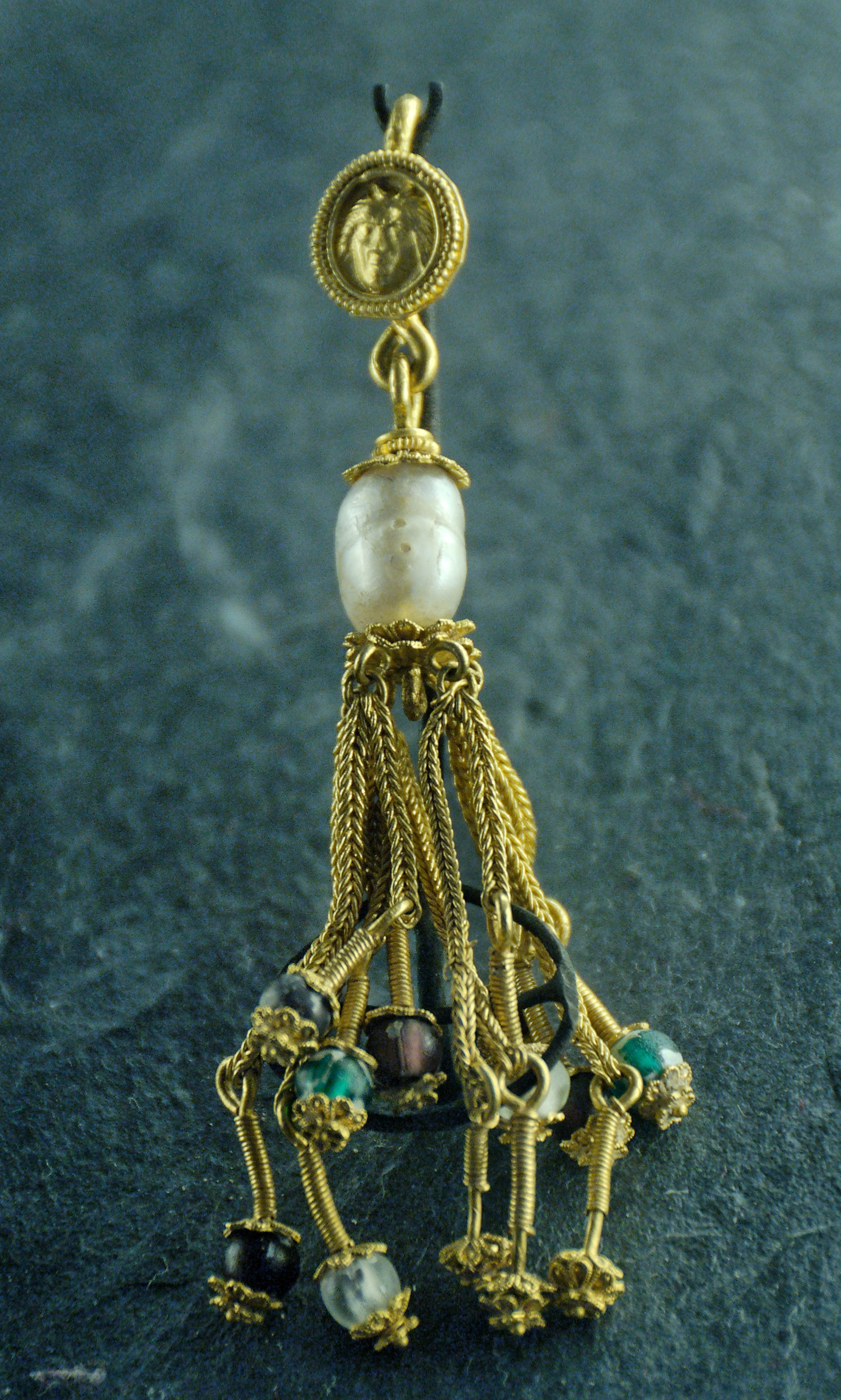
Přívěsek diadému z 3. století př. n. l. ze Starověkého Řecka se dnes nachází v Louvru, Paříž.

- State diadem je termín, ustanovený v 19. století pro britskou královskou korunu, všechny ostatní v následujícím výčtu jsou především koruny, které v historických pramenech nebo v určitém kontextu mohly být také nazvány diadémem, diadém je v tom případě pouze synonymum:

- Pro střední Evropu byl důležitý rok 1000, kdy polský kníže Boleslav Chrabrý obdržel od císaře Oty III. diadém a uherský král Štěpán byl korunován papežem Silvestrem II.

- Jako první Přemyslovec získal královskou čelenku Vratislav II. za pomoc k získání císařského titulu propůjčil Jindřich IV. v Mohuči v dubnu 1085. Podle vyobrazení na denárech jde o korunu s ověsky.

- Karel IV. při korunovaci na českého krále v roce 1347 v bazilice sv. Víta na Pražském hradě obdržel královskou korunu s diadémem (křížkem se safírovou gemou) z rukou arcibiskupa Arnošta z Pardubic.

- Diadém jako synonymum pro celou korunu se objevuje ve zprávách středověkých kronikářů, například při korunovaci Karlovy první manželky Blanky z Valois.

## Citát
- Na pomníku skladatele V.J. Tomáška vytesané životní heslo: „Jen pravda je diadémem umění“.